# Berkenvouwmot
De berkenvouwmot (Phyllonorycter ulmifoliella) is een vlinder uit de familie mineermotten (Gracillariidae). De wetenschappelijke naam is voor het eerst geldig gepubliceerd in 1817 door Hübner.
De soort komt voor in Europa.